# Nematogenys
Nematogenys is een monotypisch geslacht van straalvinnige vissen uit de familie van de bergmeervallen (Nematogenyidae).

## Soort
- Nematogenys inermis (Guichenot, 1848)